# Irene Tinagli
Irene Tinagli (ur. 16 kwietnia 1974 w Empoli) – włoska ekonomistka, wykładowczyni akademicka, polityk, deputowana XVII kadencji, posłanka do Parlamentu Europejskiego IX i X kadencji.

## Życiorys
Ukończyła studia na Uniwersytecie Bocconi w Mediolanie. Pracowała na tej uczelni, uzyskała następnie stypendium Programu Fulbrighta na Carnegie Mellon University. Związana później z Uniwersytetem Karola III w Madrycie na stanowisku docenta. Została też publicystką dziennika „La Stampa”. Pracowała także jako doradca agend ONZ i UE, zaangażowała się w działalność think tanku Italia Futura. W 2008 wydawnictwo Einaudi opublikowało jej książkę Talento da svendere poświęconą problemom zawodowym młodych Włochów
W 2013 Irene Tinagli została kandydatką Wyboru Obywatelskiego i koalicji Z Montim dla Włoch do Izby Deputowanych w regionie Emilia-Romania, uzyskując mandat posłanki XVII kadencji. W 2015 przystąpiła do Partii Demokratycznej. W 2019 uzyskała mandat posłanki do Parlamentu Europejskiego IX kadencji. Z powodzeniem ubiegała się o reelekcję w wyborach w 2024.